# Also hat Gott die Welt geliebt
Also hat Gott die Welt geliebt (Ainsi Dieu a-t-il témoigné son amour pour le monde) (BWV 68) est une cantate religieuse de Johann Sebastian Bach composée à Leipzig en 1725.

## Histoire et livret
Bach compose cette cantate durant sa deuxième année à Leipzig pour le lundi de Pentecôte,. Pour cette destination liturgique, deux autres cantates ont franchi le seuil de la postérité : les BWV 174 et 173. Les lectures prescrites pour ce jour de fête sont tirées des Actes des Apôtres, le sermon de Pierre l'apôtre à Cornelius le centurion (10, 42,–48), et de l'évangile selon Jean, « Dieu a tant aimé le monde » de la rencontre de Jésus et Nicodème (3, 16–21.
Au cours de sa deuxième année à Leipzig, Bach compose des cantates chorales entre le premier dimanche après le dimanche de la Trinité et le dimanche des Rameaux mais pour Pâques 
revient à des cantates sur des textes plus variés, peut-être parce qu'il a perdu son librettiste. Neuf de ses cantates pour la période comprise entre Pâques et la Pentecôte sont basées sur des textes de Christiana Mariana von Ziegler, dont cette cantate. Bach en a peut-être reçu commande en 1724 pour son premier cycle de cantates mais ne les a pas composées alors. Il introduit ultérieurement la plupart d'entre elles dans son troisième cycle annuel de cantates mais garde celle-ci et Auf Christi Himmelfahrt allein BWV 128, composée pour l'Ascension dans son deuxième cycle, peut-être parce qu'elles commencent toutes deux par une fantaisie chorale comme la vox Christi. La poétesse ouvre la cantate d'une manière inhabituelle avec la première strophe d'un cantique de Salomo Liscow de 1675. Il est proche du début de l'évangile : « Car Dieu a tant aimé le monde qu'il a donné son Fils unique afin que quiconque croit en lui ne périsse pas, mais ait la vie éternelle ». Dans le dernier mouvement, elle cite le verset 18 de l'évangile, défini par Bach comme un inhabituel mouvement choral.
Bach dirige la cantate pour la première fois le lundi 21 mai 1725.

## Structure et instrumentation
La cantate est écrite  pour trois trompettes, trois trombones, deux hautbois, taille (haubois ténor), cor, deux violons, violoncelle piccolo, alto, basse continue, ainsi que d'un soliste vocal (soprano) et un chœur à quatre voix.
Il y a cinq mouvements :
1. chœur : Also hat Gott die Welt geliebt
2. aria : Mein gläubiges Herze, soprano
3. récitatif : Ich bin mit Petro nicht vermessen, basse
4. aria : Du bist geboren mir zugute, basse
5. chœur : Wer an ihn gläubet, der wird nicht gerichtet

## Musique
Le chœur d'ouverture est une fantaisie chorale comme dans les cantates chorales de Bach. La mélodie du cantique de Gottfried Vopelius (1682) est chantée par la soprano, doublée d'un cor. Bach a changé le rythme de la mélodie à partir du tempo commun original de 12/8. Le musicologue Julian Mincham note qu'il l'embellit à un degré tel qu'« elle ne semble plus guère être un choral ».
Les deux arias sont basées sur les arias de la cantate de la chasse de 1713, Was mir behagt, ist nur die muntre Jagd, BWV 208. L'aria de soprano Mein gläubiges Herze (« Mon cœur fidèle ») ressemble aux anciennes aria de la déesse des bergers Pales Weil die wollenreichen Herden (« Tandis que les troupeaux tous revêtus de laine »). Dans la cantate d'église, Bach utilise un  violoncelle piccolo en obbligato, instrument qu'il a expérimenté dans les cantates du deuxième cycle de Leipzig (1724–25). John Eliot Gardiner la décrit comme « certainement l'une des expressions les plus rafraîchissantes et informelle de joie mélodique et de bonne humeur de Bach ». L'aria de basse est basée sur l'aria du dieu Pan, Ein Fürst ist seines Landes Pan (« Un prince est Pan de son propre pays »). Klaus Hofmann note que « la splendide écriture des instruments à vent donne une indication du pathos avec lequel Pan ... est dépeint dans la musique de chasse de Bach ».
Le mouvement final n'est pas, comme dans de nombreuses cantates d'église, un simple choral à quatre voix, mais une structure semblable à un motet qui traduit un verset de l'Évangile de Jean. La juxtaposition de wer an ihn gläubet (« Celui qui croit en lui ») et wer aber nicht gläubet (« celui qui ne croit pas en lui ») est exprimée par une double fugue avec deux thèmes contrastés. Les voix sont doublées par un chœur de trombones. Gardiner commente : 

« Invariablement sa disposition des mots de Jean sont pleins de buts, plus que jamais dans le chœur final de la BWV 68 Also hat Gott die Welt geliebt quand, au lieu d'un choral, Jean présente le choix paralysant entre le salut ou le jugement dans la vie présente. »

## Enregistrements (sélection)
- Bach Made in Germany Vol. 2 – Cantatas IV, Kurt Thomas, Thomanerchor, Orchestre du Gewandhaus de Leipzig, Elisabeth Grümmer, Theo Adam, Eterna 1960
- J.S. Bach: Cantatas BWV 68 & BWV 70, Kurt Thomas, Kantorei der Dreikönigskirche Frankfurt, Collegium Musicum, Ingeborg Reichelt, Erich Wenk, L’Oiseau-Lyre 1962?
- Les Grandes Cantates de J.S. Bach Vol. 14, Fritz Werner (de), Heinrich-Schütz-Chor Heilbronn, Orchestre de chambre de Pforzheim, Agnes Giebel, Jakob Stämpfli, Erato 1963
- J.S. Bach: Erschallet, ihr Lieder, Kantate BWV 172; Also hat Gott die Welt geliebt, Kantate BWV 68, Klaus Martin Ziegler, Vocalensemble Kassel, Deutsche Bachsolisten, Ursula Buckel, Jakob Stämpfli, Cantate 1966
- Bach Cantatas Vol. 3 – Ascension Day, Whitsun, Trinity’, Karl Richter, Münchener Bach-Chor, Münchener Bach-Orchester, Edith Mathis, Dietrich Fischer-Dieskau, Archiv Produktion (de) 1975
- J.S. Bach: Das Kantatenwerk · Complete Cantatas · Les Cantates, Folge / Vol. 17 – BWV 65–68, Nikolaus Harnoncourt, Tölzer Knabenchor, Concentus Musicus Wien, soloist of the Tölzer Knabenchor, Ruud van der Meer, Teldec 1975
- Die Bach Kantate Vol. 37, Helmuth Rilling, Gächinger Kantorei Stuttgart, Bach-Collegium Stuttgart, Arleen Augér, Philippe Huttenlocher, Hänssler 1981
- Bach Made in Germany Vol. 4 – Cantatas II, Hans-Joachim Rotzsch, Thomanerchor, Orchestre du Gewandhaus de Leipzig, Arleen Augér, Theo Adam, Leipzig Classics 1981
- J.S. Bach: Cantatas with Violoncelle Piccolo, Christophe Coin, Chœur de Chambre Accentus, Ensemble Baroque de Limoges, Barbara Schlick, Gotthold Schwarz, Auvidis Astrée 1995
- Bach Cantatas Vol. 26: Long Melford / For Whit Sunday / For Whit Monday, John Eliot Gardiner, Monteverdi Choir, English Baroque Soloists, Lisa Larsson, Panajotis Iconomou, Soli Deo Gloria 2000
- Bach Edition Vol. 21 – Cantatas Vol. 12, Pieter Jan Leusink, Holland Boys Choir, Netherlands Bach Collegium, Marjon Strijk, Bas Ramselaar, Brilliant Classics 2000
- J.S. Bach: Complete Cantatas Vol. 14, Ton Koopman, Amsterdam Baroque Orchestra, Deborah York, Klaus Mertens, Antoine Marchand 2001
- J.S. Bach: Cantatas Vol. 39 – BWV 28, 68, 85, 175, 183, Masaaki Suzuki, Bach Collegium Japan, Carolyn Sampson, Peter Kooy, BIS 2007
- J.S. Bach: Himmelfahrts-Oratorium, Philippe Herreweghe, Collegium Vocale Gent, Dorothee Mields, Stephan MacLeod, Rapidshare 2008

## Sources
La première source est la partition.
- « Cantatas, BWV 61–70 » (partition libre de droits), sur l'IMSLP.
- Gilles Cantagrel, Les cantates de J.-S. Bach, Paris, Fayard, mars 2010, 1665 p.  (ISBN 978-2-213-64434-9)

Plusieurs bases de données fournissent des informations supplémentaires sur chaque cantate :
- Cantata BWV 68 Also hat Gott die Welt geliebt history, scoring, sources for text and music, translations to various languages, discography, discussion, bach-cantatas website
- BWV 68 – "Also hat Gott die Welt geliebt" English translation, discussion, Emmanuel Music
- (de) Also hat Gott die Welt geliebt history, scoring, Bach website
- BWV 68 Also hat Gott die Welt geliebt English translation, University of Vermont
- BWV 68 Also hat Gott die Welt geliebt texte, partition, Université d'Alberta

## Traduction
- (en) Cet article est partiellement ou en totalité issu de l’article de Wikipédia en anglais intitulé « Also hat Gott die Welt geliebt, BWV 68 » (voir la liste des auteurs).